# Одноручный меч
Одноручный меч — разновидность меча, который удерживали одной рукой. Одноручный меч, как правило, короче и легче двуручного меча. В среднем одноручные мечи имеют массу 0,9 - 2 кг и длину от 40 до 100-105 см. Одноручные мечи предназначены  для нанесения колющих, рубящих, режущих и рубяще-колющих ударов.

## История
Меч как личное оружие появился с начала использования человеком металла. Первые бронзовые мечи появились в середине второго тысячелетия до н.э. В VIII веке до н.э. появились железные мечи и быстро вытеснили бронзовые. Самое большое распространение мечи получили в Средневековье. С середины XIII века появляются мечи с удлиненной рукояткой, что позволяет действовать мечом как одной, так и двумя руками. Такие мечи по современной принятой типологии определяют как полуторные. Как личное оружие мечи активно использовались до конца XVI века, уже в XVII их вытеснили шпаги, сабли, палаши.

## Разновидности
- Акинак — скифский короткий железный меч;
- Ксифос — прямой обоюдоострый меч, был распространен в основном у греков;
- Гладиус — римский короткий меч;
- Спата — прямой и длинный обоюдоострый меч;
- Каролингский меч — «меч викингов»;
- Романский меч — «рыцарский меч» эпохи высокого и позднего Средневековья;
- Бракемар — короткий западноевропейский меч Позднего Средневековья

## Галерея

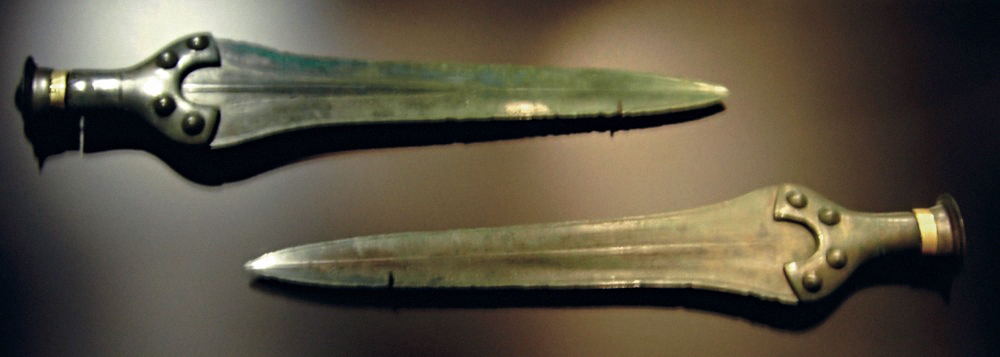
Бронзовые мечи
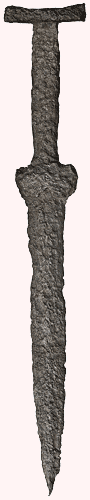
Скифский акинак VII—V до н. э.
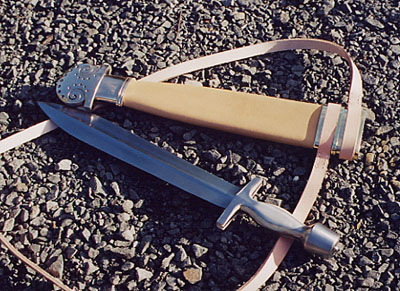
Ксифос с ножнами (современная реконструкция)
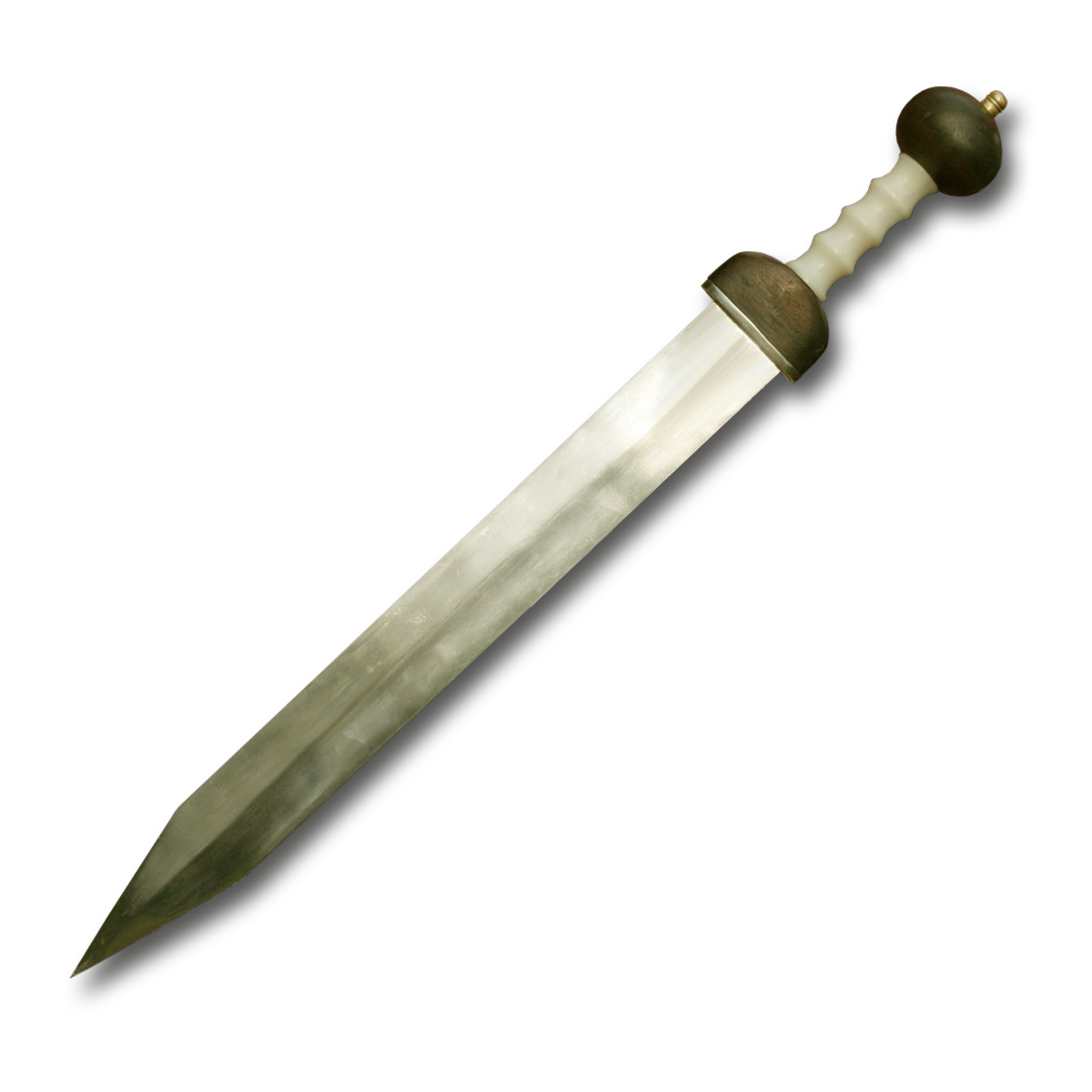
Современная реконструкция гладиуса
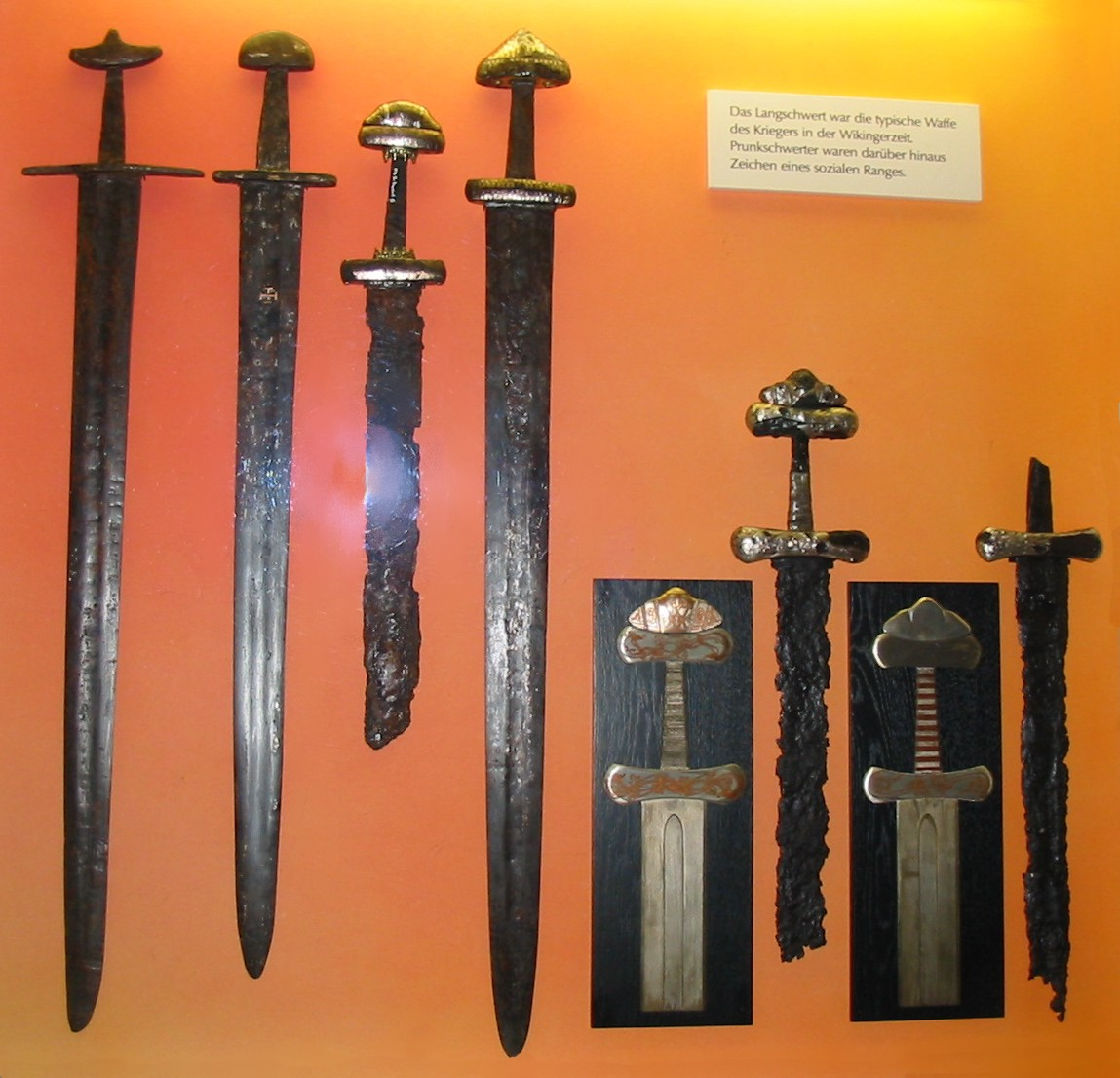
Длинные мечи каролингского типа.Эпохи викингов
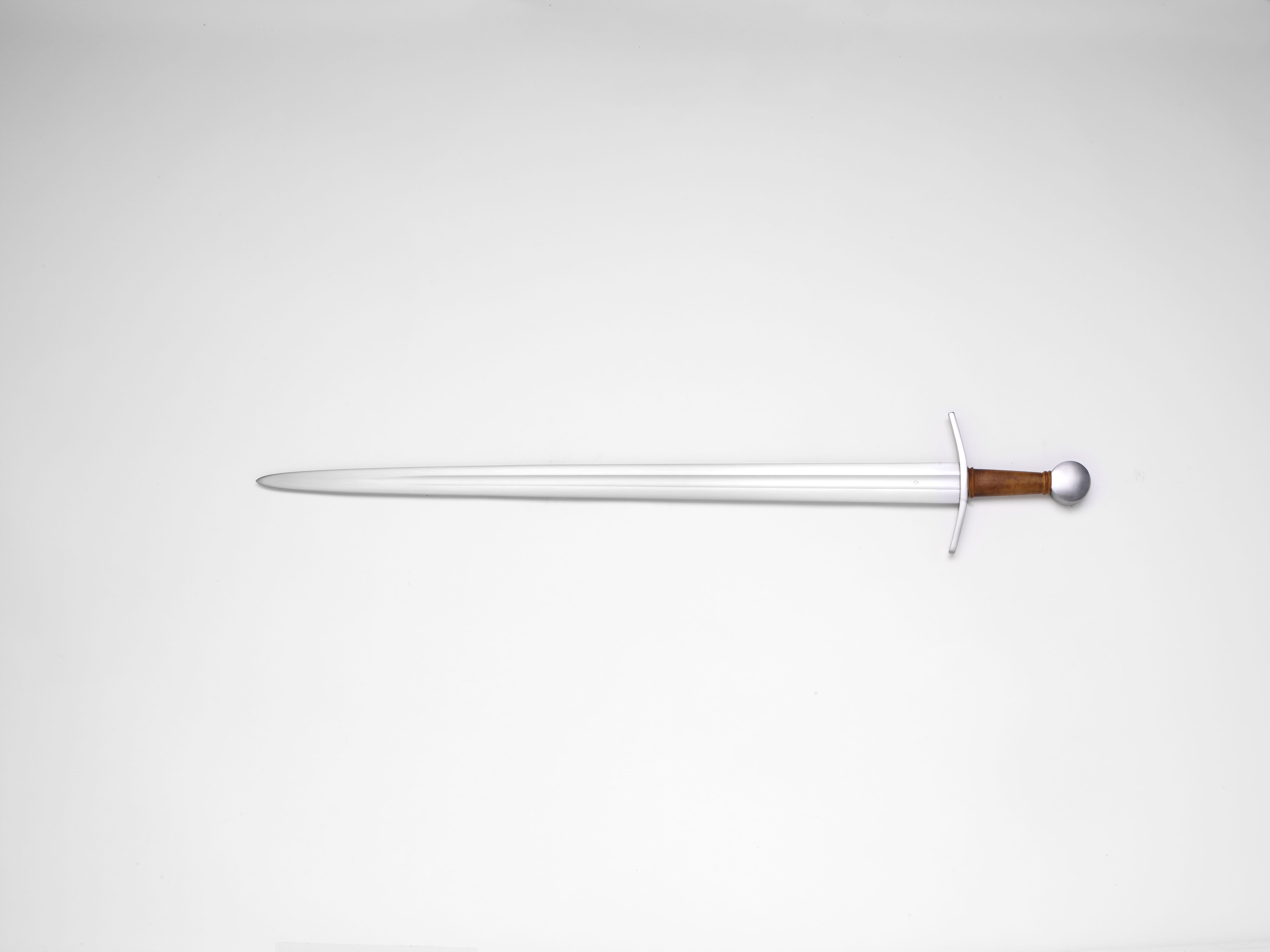
Современная реплика романского меча
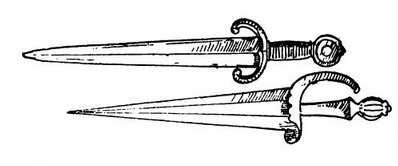
Бракемар, XVI век